# Banon (Alpes-de-Haute-Provence)
Banon település Franciaországban, Alpes-de-Haute-Provence megyében. Lakosainak száma 1070 fő (2022. január 1.). Banon Lardiers, Montsalier, Redortiers, Revest-des-Brousses, La Rochegiron, Saumane, Simiane-la-Rotonde, Vachères és Ongles községekkel határos.

## Népesség
A település népességének változása:
| Lakosok száma | 767  | 973  | 878  | 1058 | 1061 | 966  | 970  | 999  | 1057 | 1070 |
|               | 1968 | 1982 | 1999 | 2006 | 2011 | 2015 | 2017 | 2018 | 2020 | 2022 |